# Michael D. Coe
Michael Douglas Coe (* 14. Mai 1929 in New York; † 25. September 2019 in New Haven, Connecticut) war ein US-amerikanischer Anthropologe und Altamerikanist.

## Leben
Michael Coe wurde als Sohn eines Bankers und einer Designerin geboren. Er besuchte Schulen in Massachusetts und New Hampshire. Im Jahr 1955 heiratete er Sophie Dobzhansky, die Tochter ukrainischer Emigranten. 1959 promovierte er an der Harvard University mit einer Dissertation zur Maya-Keramik. Unmittelbar nach seinem Studium arbeitete Coe acht Monate als Führungsoffizier für die CIA in Südostasien als Mitglied von Western Enterprises, einer Tarnorganisation in Taiwan, um China unter Mao Zedong zu destabilisieren.
In den 1960er Jahren entdeckte Coe im Sumpfland der Golfküste Mexikos mehrere von Erde und Pflanzenwuchs verborgene Olmekenköpfe. Sein Forschungsschwerpunkt wurde jedoch die Erforschung der Maya-Schrift. Er war Professor für Anthropologie an der Yale University sowie von 1968 bis 1994 Kurator an der anthropologischen Sammlung des Peabody Museum of Natural History. Er war anerkannter Experte für die Archäologie Mesoamerikas und der nordöstlichen Vereinigten Staaten.

## Veröffentlichungen (Auswahl)
- The Maya (= Ancient Peoples and Places. Band 52). Thames and Hudson, London 1966.
  - deutsch: Die Maya. Aufstieg, Glanz und Untergang einer indianischen Kultur. Lübbe, Bergisch Gladbach 1968.
- America’s First Civilization. American Heritage, New York NY 1968.
- Breaking the Maya Code. Thames and Hudson, London 1992, ISBN 0-500-05061-9.
  - deutsch: Das Geheimnis der Maya-Schrift. Ein Code wird entschlüsselt. Rowohlt, Reinbek bei Hamburg 1995, ISBN 3-498-00898-6.
- mit Sophie D. Coe: The True History of Chocolate. Thames and Hudson, London 1996, ISBN 0-500-01693-3.
  - deutsch: Die wahre Geschichte der Schokolade. Fischer, Frankfurt am Main 1997, ISBN 3-10-072706-1.
- Angkor and the Khmer Civilization (= Ancient Peoples and Places. Band 109). Thames & Hudson, London 2003, ISBN 0-500-02117-1.
- Final Report. An Archaeologist Excavates His Past. Thames & Hudson, New York NY 2006, ISBN 0-500-05143-7 (Autobiographie).

## Ehrungen
- 1986 – Member of the National Academy of Sciences.
- 1989 – Tatiana Proskouriakoff-Price. Harvard-Universität
- 2004 – Orden del Quetzal. Republik Guatemala
- 2006 – Orden del Pop. Museo Popol Vuh, Universidad Francisco Marroquín, Guatemala